# Municipio de Vernon (condado de Crawford)
El municipio de Vernon (en inglés: Vernon Township) es un municipio ubicado en el condado de Crawford en el estado estadounidense de Ohio. En el año 2010 tenía una población de 832 habitantes y una densidad poblacional de 14,95 personas por km².

## Geografía
El municipio de Vernon se encuentra ubicado en las coordenadas 40°51′23″N 82°45′49″O / 40.85639, -82.76361. Según la Oficina del Censo de los Estados Unidos, el municipio tiene una superficie total de 55.64 km², de la cual 55,63 km² corresponden a tierra firme y (0,03 %) 0,02 km² es agua.

## Demografía
Según el censo de 2010, había 832 personas residiendo en el municipio de Vernon. La densidad de población era de 14,95 hab./km². De los 832 habitantes, el municipio de Vernon estaba compuesto por el 99,28 % blancos, el 0,36 % eran afroamericanos, el 0,12 % eran amerindios, el 0,12 % eran asiáticos y el 0,12 % eran de una mezcla de razas. Del total de la población el 1,44 % eran hispanos o latinos de cualquier raza.